# Zakrzepowa plamica małopłytkowa

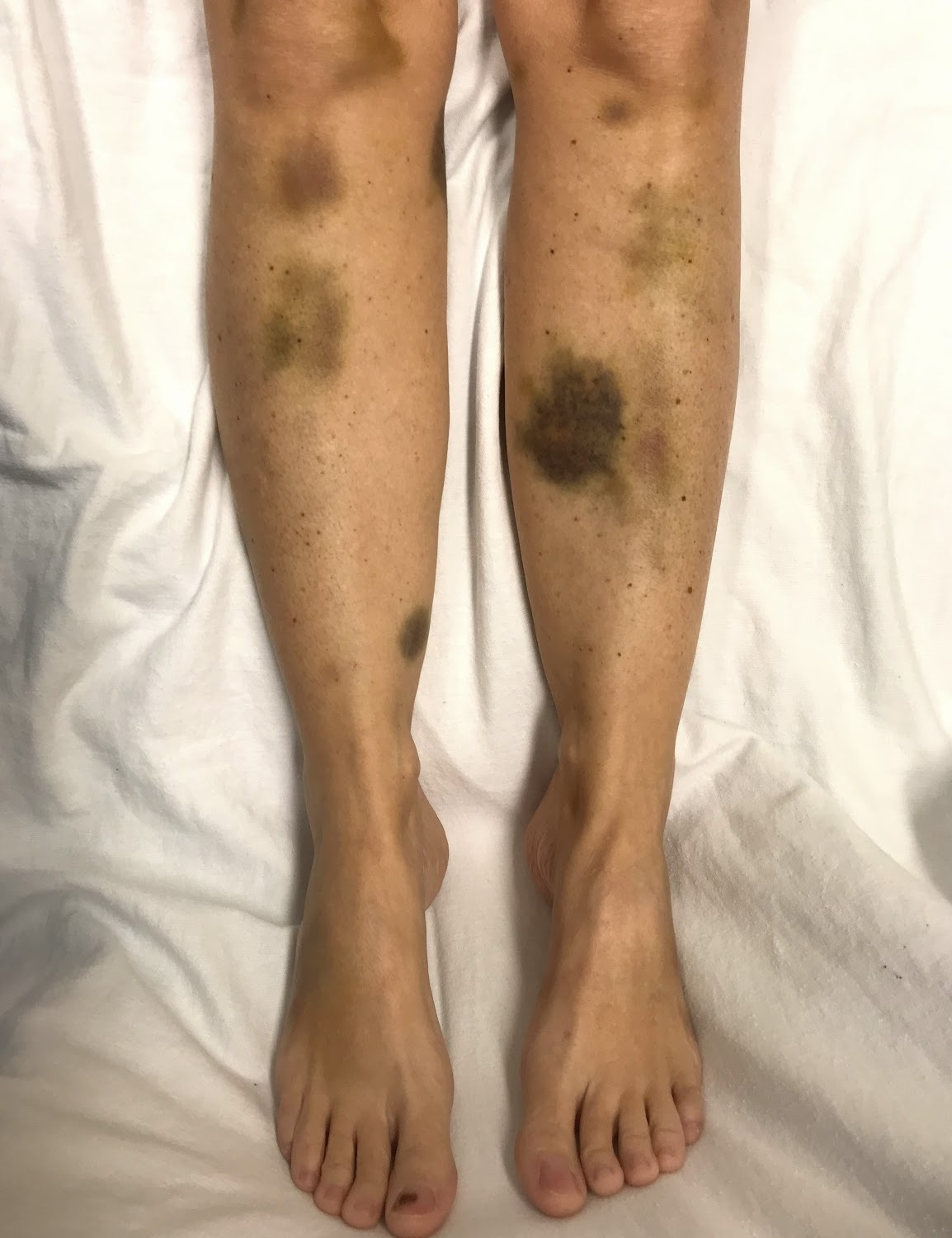
Krwiaki spontanicznie powstające na kończynach dolnych kobiety z krytycznie niskim poziomem płytek krwi

Zakrzepowa plamica małopłytkowa (zespół Moschcowitza, ang. thrombotic thrombocytopenic purpura, TTP) – choroba hematologiczna spowodowana powstawaniem licznych czopów zakrzepłej krwi w małych naczyniach krwionośnych całego ciała. Z tego też powodu zaliczana jest do grupy chorób zwanych mikroangiopatiami zakrzepowymi. Jej następstwem jest małopłytkowa skaza krwotoczna wynikająca ze zużycia płytek, anemia hemolityczna prowadzącą do niedokrwienia narządów, w ciężkich przypadkach prowadząca do niewydolności nerek, serca i uszkodzenia mózgu. Objawami mogą być duże siniaki, gorączka, osłabienie, duszność, splątanie i bóle głowy. Choroba może nawracać.
W około połowie przypadków udaje się zdiagnozować przyczynę choroby, podczas gdy przyczyna reszty pozostaje nieznana. Do znanych czynników etiologicznych należą infekcje bakteryjne, niektóre leki, choroby autoimmunologiczne takie jak np. toczeń oraz ciąża. W mechanizmie leżącym u podłoża plamicy biorą zazwyczaj udział przeciwciała hamujące enzym ADAMTS13. Jego niedobór uniemożliwia efektywne rozkładanie dużych oligomerów czynnika von Willebranda (vWF) do mniejszych cząsteczek. Rzadziej zakrzepowa plamica małopłytkowa dziedziczona jest od rodziców chorej osoby. Zwana jest ona wtedy zespołem Upshawa-Schulmana, a jej objawy są obecne już od urodzenia. Diagnoza na ogół stawiana jest na podstawie objawów i badania krwi. Może być ona dodatkowo poparta badaniem aktywności enzymu ADAMTS13, lub skierowanych przeciw niemu przeciwciał.
Dzięki plazmaferezom ryzyko śmierci w wyniku choroby zmalało z 90% do mniej niż 20%. Leki immunosupresyjne takie jak glukokortykoidy i rituximab także są stosowane. Przetaczanie płytek krwi na ogół jest niezalecane.
Choroba została opisana przez Eliego Moschcovitza w 1924 roku. Mechanizm leżący u podstawy choroby został opisany w latach 80. i 90. XX w.

## Epidemiologia
Epizody TTP występują u około 1 osoby na 100 000, czyli u 4–6 mln ludzi rocznie. Częściej chorują kobiety niż mężczyźni (3:2) w wieku 30–40 lat. Około 10% przypadków zaczyna się w dzieciństwie. Zwiększoną częstość występowania obserwuje się w ciąży i okresie poporodowym.

## Patogeneza
Za objawy TTP odpowiedzialne są zakrzepy z płytek krwi i nieznacznej ilości włóknika powstające w naczyniach włosowatych i drobnych tętniczkach wszystkich narządów. Do tworzenia skrzepów dochodzi na skutek uszkodzenia śródbłonka oraz niedoboru mieloproteinazy ADAMTS-13, która rozkłada „niezwykle wielkie multimery czynnika von Willebranda” (ULvWF – ultra large von Willebrand factor multimers) wiążące się z antygenami powierzchniowymi trombocytów powodując ich agregację. Wrodzony niedobór ADAMTS-13 mogący dziedziczyć się autosomalnie recesywnie (zespół Upshawa-Schulmana) jest charakterystyczny dla formy przewlekłej TTP z powtarzającymi się epizodami. Za ostre postacie choroby jest odpowiedzialne pojawiające się przeciwciało anty-ADAMTS-13 (wykrywa się je u 59–100% chorych z nabytym niedoborem ADAMTS-13).

## Objawy
Choroba przeważnie rozpoczyna się nagle. Najczęstsze objawy to:
- gorączka (33%)
- silne bóle głowy (w 65% przypadków),
- bóle brzucha i mięśni,
- zaburzenia neurologiczne (w 90% przypadków)
- powiększenie wątroby i śledziony, żółtaczka (46% przypadków).

## Leczenie
Leczenie zakrzepowej plamicy małopłytkowej polega obecnie na:
- intensywnym przetaczaniu świeżo mrożonego osocza 40–60 ml/kg m.c. dziennie, wraz z plazmaferezą w celu suplementacji ADAMTS-13 oraz usunięcia przeciwciał anty-ADAMTS-13; schemat ten stosuje się aż do ustąpienia objawów neurologicznych, wyrównania liczby płytek krwi oraz normalizacji aktywności LDH,
- metyloprednizolon,
- w razie niepowodzenia terapii glikokortykosteroidami stosuje się leki immunosupresyjne (winkrystyna, cyklofosfamid)
- rytuksymab u chorych z wysokim mianem przeciwciał anty-ADAMTS-13 (4–8 tyg.),
- splenektomia dająca poprawę u części chorych powinna być wykonana po pierwszym epizodzie TTP,
- koncentrat krwinek czerwonych podaje się w przypadku znacznej niedokrwistości,
- przeciwwskazane jest podawanie heparyn oraz koncentratu krwinek płytkowych.

Pomimo leczenia śmiertelność u osób dorosłych dotkniętych TTP jest wysoka i wynosi około 20%. Przed wprowadzeniem terapii śmiertelność sięgała 90%. Ryzyko kolejnego epizodu TTP wynosi 30%. Do nawrotu najczęściej dochodzi w ciągu około 2 miesięcy od pierwszego epizodu.

## Historia
Zakrzepowa plamica małopłytkowa została opisana po raz pierwszy w 1924 roku przez nowojorskiego lekarza Eliego Moschcowitza u jego 16-letniej pacjentki. Moschcowitz nieprawidłowo przyczyny choroby upatrywał w działaniu toksyn.